# 奧本鎮區 (伊利諾伊州桑加蒙縣)
奧本鎮區（英語：Auburn Township）是位於美國伊利諾伊州桑加蒙縣的一個行政鎮區。

## 地方資料
根據2010年美國人口普查的數據，奧本鎮區的面積為92.70平方千米，當中陸地面積為92.70平方千米，而水域面積為0.00平方千米。當地共有人口6243人，而人口密度為每平方千米67.35人。